# Pseudasthenes cactorum
A Pseudasthenes cactorum a madarak (Aves) osztályának verébalakúak (Passeriformes) rendjébe és a fazekasmadár-félék (Furnariidae) családjába tartozó faj.

## Rendszerezése
A fajt Hans-Wilhelm Koepcke német zoológus és ornitológus írta le 1959-ben, az Asthenes nembe Asthenes cactorum néven. Egyes szervezetek jelenleg is ide sorolják.

## Alfajai
- Pseudasthenes cactorum cactorum Koepcke, 1959
- Pseudasthenes cactorum lachayensis Koepcke, 1965[2]

## Előfordulása
Dél-Amerikában, az Andok nyugati oldalán, Peru területén honos. Természetes élőhelyei a szubtrópusi és trópusi száraz, magaslati cserjések. Állandó, nem vonuló faj.

## Megjelenése
Testhossza 14 centiméter, testtömege 16-19 gramm.

## Természetvédelmi helyzete
Az elterjedési területe nagyon nagy, egyedszáma ugyan csökken, de még nem éri el kritikus szintet. A Természetvédelmi Világszövetség Vörös listáján nem fenyegetett fajként szerepel.